# Ундасынов, Нуртас Дандибаевич
Нуртас Дандибаевич (Нурмухаммед Дандыбаевич) Ондасынов (каз. Нұртас Дәндібайұлы Ондасынов; 13 [26] октября 1904, а. Учкаюк, Российская империя — 1 ноября 1989, Москва, СССР) — советский казахский государственный деятель, председатель СНК-Совета Министров Казахской ССР (1938—1951), председатель Президиума Верховного Совета Казахской ССР (1954—1955). Член ВКП(б) с 1926 года.

## Биография
Родился 13 [26] октября 1904 в ауле Учкаюк (ныне аул Нуртас) под Туркестаном. Происходит из рода Жетимдер племени Конырат. С 1916 года на заработках в Ташкенте. 
В 1927 году окончил лесной техникум г. Ташкента. В 1930—1934 годах учился в Среднеазиатском ирригационном институте в Ташкенте.
В 1938 году председатель Восточно-Казахстанского облисполкома.
Председатель Совета Народных Комиссаров — Совета Министров Казахской ССР с 17 июля 1938 года по сентябрь 1951 года. В течение десяти лет заместителем у Н. Д. Ундасынова в Совнаркоме Казахской ССР работал Д. А. Кунаев, который всю свою жизнь считал Н. Д. Ондасынова своим учителем и ощущал постоянно его поддержку.
Затем два года учился в Высшей партийной школе в Москве.
Председатель Президиума Верховного Совета Казахской ССР с января 1954 года по 31 марта 1955 года.
С мая 1955 года по собственной просьбе Н. Д. Ондасынов стал председателем Гурьевского облисполкома, а с января 1957 года — первый секретарь Гурьевского обкома КП Казахстана.
Депутат Верховного Совета СССР 1-4 созывов.
С 1962 года на пенсии. Занимался научной работой в области востоковедения. Проживал в Москве, ул. Гвардейская, д.1
По некоторым утверждениям «через свои связи в аппарате ЦК КПСС рекомендовал работавшего в то время в городе Темиртау Нурсултана Назарбаева своему ученику, тогдашнему Первому секретарю ЦК КП Казахстана, члену Политбюро ЦК КПСС Динмухамеду Кунаеву, а в 1977 году организовал для секретаря ЦК КП Казахстана Назарбаева аудиенцию второго секретаря ЦК КПСС Михаила Суслова, который на прощание сказал Назарбаеву: „Ты в безопасности. Я буду тебя защищать“».

## Семья
C 1928 годы был женат на Валентине Астаповой, сыновья Искандер (1929 г. р.) и Гених (1936 г. р.). На дочери его брата был женат Евней Букетов. Внучка Ундасынова Валентина Искандеровна.

## Награды
Награждён тремя орденами Ленина, двумя орденами Трудового Красного Знамени, многими медалями и почётными грамотами.

## Память
- Его имя носит переименованный в его честь Нуртас-аул, улица в Алма-Ате, гуманитарная школа-гимназия № 38 города Шымкент, другие объекты.

Ондасынов, собрав своих заместителей, любил повторять: «Всё что у меня есть хорошее — берите, а плохое — не берите».